# Декабрь 2020 года

Список событий декабря 2020 года.

## События
- 1 декабря
  - Лачинский район полностью перешёл под контроль армии Азербайджана[1].
  - Спускаемый аппарат китайской миссии Чанъэ-5 успешно прилунился[2].
  - Американская биржа Nasdaq направила предложение в Комиссию по ценным бумагам и биржам, чтобы 3249 компаний, акции которых котируются на её основной бирже в США, обеспечили расовое, этническое и гендерное разнообразие в своих советах директоров[3].
  - Компания Salesforce купила корпоративный мессенджер Slack за 27,7 миллиарда долларов[4].
- 2 декабря
  - В Великобритании прекращено действие всеобщего карантина, правительство анонсировало всеобщую вакцинацию вакциной BNT162b2 от компаний Pfizer и BioNTech[5].
  - Президент России Владимир Путин объявил о начале всеобщей вакцинации против COVID-19 вакциной «Спутник V», разработанной в центре имени Гамалеи[6].
  - Гонконгские оппозиционеры Джошуа Вонг и Агнес Чоу были приговорены судом за сепаратистские призывы к тюремному заключению на срок 13,5 месяцев и 10 месяцев тюрьмы[7].
  - Власти Сингапура впервые в мире разрешили к продаже мясо, выращенное из клеток животного, производства компании Eat Just[8].
- 3 декабря
  - Взлётный модуль китайской миссии Чанъэ-5 стартовал с поверхности Луны и вышел на окололунную орбиту[9].
  - Страны ОПЕК+ договорились о постепенном наращивании добычи нефти с начала 2021 года[10].
- 5 декабря
  - Японский зонд Хаябуса-2 сбросил на Землю капсулу с образцами грунта с астероида (162173) Рюгу[11]. Капсула успешно приземлилась на полигоне Вумера в Австралии.
- 6 декабря
  - В Урус-Мартановском районе Чечни с почестями похоронен проживавший во Франции исламский террорист Абдуллах Анзоров, который в октябре 2020 года отрезал голову французскому учителю Самуэлю Пати за оскорбление пророка Мухаммеда[12].
- 7 декабря
  - В Гане начались парламентские и президентские выборы, основная борьба за пост президента между нынешним президентом Нана Акуфо Аддо и Джоном Махама[13].
- 8 декабря
  - Великобритания стала первой западной страной, где началась вакцинация от коронавируса[14].
  - Дума приняла законопроект о создании первой в России федеральной территории в посёлке Сириус[15].
  - На акциях протеста в Ереване были задержаны 90 человек, манифестанты выступили с требованием об отставке премьер-министра Армении Никола Пашиняна из-за подписанного им заявления о прекращении военных действий в Карабахе[16].
  - В Саудовской Аравии на окраине Сакаки в Эль-Джауфе образовался один из крупнейших торнадо, когда-либо зарегистрированных в стране[17].
- 10 декабря
  - В Азербайджане прошел военный парад, посвященный победе Баку во Второй Карабахской войне[18].
  - Прототип космического корабля Starship, предназначенного для будущих полётов на Марс, взорвался во время испытаний в штате Техас[19].
  - Израиль и Марокко при посредничестве США объявили о нормализации двусторонних отношений. Одновременно США признали суверенитет Марокко над Западной Сахарой[20].
- 11 декабря
  - Южнокорейская компания Hyundai официально объявила о покупке контрольной доли в компании Boston Dynamics, которая занимается разработкой роботов[21].
  - Фрегат «Адмирал Горшков» выполнил запуск гиперзвуковой ракеты «Циркон» по береговой цели на полигоне Чи́жа в устье реки Чи́жа (полуостров Канин, Ненецкий автономный округ Архангельской области)[22].
  - В Балтийском море возобновилось строительство газопровода «Северный поток — 2», которое было приостановлено в декабре 2019 года из-за санкций США[23].
- 12 декабря
  - В Белграде (Сербия) стартовал Кубок мира по спортивной борьбе, который является альтернативой чемпионату мира[24].
- 13 декабря
  - Орбитальный модуль с возвращаемой капсулой с образцами лунного грунта китайской миссии Чанъэ-5 совершил манёвр по переходу с эллиптической окололунной орбиты на переходную орбиту «Луна — Земля»[25].
  - Израиль установил дипломатические отношения с Бутаном[26].
- 14 декабря
  - В работе сервисов Google произошёл масштабный сбой, затронувший пользователей по всему миру: не работали YouTube, Gmail, Google Docs и другие сервисы из-за отказа службы авторизации[27].
  - Китай запретил импорт каменного угля из Австралии в связи с внешней политикой этого государства[28].
  - CNN сообщил о причастности 8 сотрудников ФСБ к отравлению Навального[29].
- 15 декабря
  - Состоялся первый полёт самолёта МС-21 корпорации «Иркут» на российских двигателях ПД-14[30].
  - Сомали разорвала дипломатические отношения с Кенией[31].
  - В Башкирии при пожаре в доме престарелых «Ахай» погибли 11 человек[32].
- 16 декабря
  - Возвращаемый модуль китайской лунной миссии «Чанъэ-5» с образцами лунного грунта успешно приземлился на территории хошуна Сыцзыван в автономном районе Внутренняя Монголия и был обнаружен поисковыми группами[33].
  - 10 штатов США во главе с Техасом подали антимонопольный иск против Google, они обвинили IT-гиганта в незаконной монополии на цифровую рекламу и сговоре с другой технологической компанией — Facebook[34].
  - В Германии из-за вспышки заболеваемости СOVID-19 был введён жёсткий карантин по 10 января[35].
- 17 декабря
  - Европейский союз ввёл санкции в отношении 29 человек и семи организаций из Белоруссии[36].
  - Спортивный арбитражный суд в Лозанне сократил срок отстранения российских атлетов от Олимпиад и чемпионатов мира до двух лет[37].
  - В список нематериального наследия ЮНЕСКО добавлены в том числе: финская сауна, арабское блюдо кускус, казахская настольная игра «Тогызкумалак», верблюжьи бега, а также индонезийский фольклорный жанр пантун[38][39][40][41].
- 18 декабря
  - Сборная России по спортивной борьбе одержала уверенную победу в неофициальном медальном зачёте на Индивидуальном кубке мира в Белграде (Сербия)[42].
  - Первым полностью коммерческим запуском космических аппаратов с космодрома Восточный: ракета «Союз-2.1.б» вывела 36 космических аппаратов для компании OneWeb[43].
  - Было подтверждено, что спайковые белки при заражении SARS-CoV-2 могут проникать в мозг человека и вызывать когнитивные нарушения в его работе[44].
  - Пресс-служба телеканала ТНТ объявила о закрытии самого долгоиграющего ежедневного онлайн-шоу «Дом-2»[45].
- 19 декабря
  - Посольство США в России заявило о закрытии консульств в Екатеринбурге и Владивостоке[46].
- 20 декабря
  - Более 140 человек задержаны в Белоруссии в ходе воскресных акций протеста, получивших название «Марш народного трибунала»[47].
  - Корпорация Apple заморозила передачу заказов на сбор iPhone тайваньской компании Wistron после беспорядков на фабриках компании возле Бангалора, штат Карнатака, в Индии. Сотрудники предприятия разрушили офисы компании и заводское оборудование из-за плохих условий труда[48].
- 21 декабря
  - Опубликован телефонный разговор Алексея Навального с сотрудником ФСБ Кудрявцевым, называемого среди участников отравления оппозиционного политика нервно-паралитическим веществом «Новичок», ФСБ назвала этот разговор провокацией[49][50].
  - Больше 20 стран ввели ограничения на авиасообщение после того, как в Великобритании и ещё ряде стран обнаружили новый штамм коронавируса, который на 70 % более заразен[51].
  - Президент России Владимир Путин подписал указ о составе Госсовета РФ, в состав которого вошли губернаторы, спикеры Госдумы и Совета федерации, полпреды, лидеры парламентских партий[52].
  - Центр Гамалеи и AstraZeneca подписали меморандум о намерениях в области профилактики коронавируса[53].
  - Произошло великое соединение: расстояние между Юпитером и Сатурном на небесной сфере составило 6 угловых минут — это самое близкое соединение с 1623 года[54].
- 22 декабря
  - В Ереване начался многотысячный митинг с требованием отставки премьер-министра Армении Никола Пашиняна[55].
  - Китай произвёл успешный пуск работающей на водороде и кислороде ракеты-носителя среднего класса «Чанчжэн-8», которая вывела на околоземную орбиту секретный спутник XJY-7 и группу микроаппаратов[56].
  - Ведущий медицинский журнал The Lancet опубликовал статью об отравлении Алексея Навального отравляющим веществом Новичок[57]. В Германии отреагировали на санкции России из-за ситуации с Навальным[58].
  - Перед запланированными на 27 декабря президентскими и парламентскими выборами в ЦАР Россия по просьбе руководства страны направила дополнительно 300 инструкторов для обучения военнослужащих национальной армии[59].
  - Американский шлюзовой модуль Bishop для запуска малых спутников установлен на Международной космической станции[60].
- 24 декабря
  - В России за сутки выявили 29 935 заразившихся коронавирусом. Это максимум за пандемию. Общее количество инфицированных достигло 2 963 688 человек[61].
  - Четверо экс-полицейских, обвиняемых в фабрикации дела Голунова, не признали в суде свою вину. Один обвиняемый полностью признал вину[62]. Прокурор заявил, что подбросившие наркотики Голунову бывшие сотрудники полиции были членами преступной группы[63].
  - Великобритания и Евросоюз, за неделю до фактической даты Brexit, заявили о заключении торгового соглашения[64].
- 25 декабря
  - Воздушно-космические силы Российской Федерации получили на вооружение первый серийный истребитель Су-57[65].
  - В Канаде начался чемпионат мира по хоккею с шайбой среди молодёжных команд 2021[66].
- 28 декабря
  - В акватории Баренцева моря вблизи Новой Земли Архангельской области при выборке яруса[67] перевернулось и затонуло рыболовецкое судно-ярусолов «Онега» № МК 0331 (порт приписки Мурманск). Из 19 человек экипажа спастись смогли два человека в гидрокостюмах[68].
  - Около 200 туристов из Великобритании сбежали с горнолыжного курорта Вербье в Швейцарии, где их поместили на карантин из-за нового штамма коронавируса[69].
  - Землетрясение магнитудой 5,2 произошло в центральной части Хорватии[70].
  - Московское управление Федеральной службы исполнения наказаний (ФСИН) обвинила Навального, как условно осужденного, в уклонении от контроля[71].
- 29 декабря
  - СК России возбудил уголовное дело о мошенничестве в особо крупном размере (ч. 4 ст. 159 УК) против основателя Фонда борьбы с коррупцией Алексея Навального[72].
  - Немецкий гандбольный клуб «Киль» стал победителем Лиги чемпионов ЕГФ, обыграв в финале «Барселону» (33:28)[73].
  - Бывший схимонах Сергий (Романов) из секты царебожников задержан в захваченном им Среднеуральском женском монастыре в Свердловской области и этапирован в Москву[74].
  - В немецком Оберстдорфе прошёл первый этап традиционного Турне четырёх трамплинов. Победу одержал Карл Гайгер[75].
- 30 декабря
  - В Йемене сторонники президента Хади и Южного Переходного Совета сформировали коалиционное правительство для совместной борьбы с хуситами, но по прибытии в Аден были атакованы террористами, в результате чего 25 человек погибли, сами министры не пострадали[76].
- 31 декабря
  - В 23:00 GMT вступило в силу Соглашение о торговле и сотрудничестве между ЕС и Великобританией, формально завершив переходный процесс выхода Британии из ЕС[англ.][77].
  - Исследователи обнаружили в якутской вечной мерзлоте тушу молодого шерстистого носорога возрастом 20000—50000 лет с отлично сохранившейся шерстью и мягкими тканями[78]
  - Компания Adobe официально прекратила поддержку и обновление интернет-плагина Flash Player. Пользователей попросили удалить это программное обеспечение со своих компьютеров до 12 января, прежде чем компания заблокирует весь Flash-контент[79].